# Christoph Steffner
Christoph Steffner (* 25. Oktober 1961 in Altenmarkt im Pongau) ist ein österreichischer Installationskünstler und Zeichner.

## Leben
Steffner beginnt seinen akademischen Ausbildungsweg mit einem Studium des Maschinenbaus in Salzburg und Wirtschaft in Linz, bevor er sich der Kunst zuwendet. Er studierte bei Laurids Ortner (Haus-Rucker-Co) an der Hochschule für künstlerische und industrielle Gestaltung Linz und an der Hochschule der Künste Berlin und schloss 1993 mit dem Meisterschüler bei Dieter Appelt ab. In den 1990er Jahren lebte er überwiegend in Madrid. Zurzeit lebt und arbeitet er in Berlin und Salzburg (Land).

## Werk
Kinetische und kybernetische Installationen und Maschinen bilden in den 1990er Jahren das Hauptwerk Steffners. Charakteristisch sind Systeme und Medien, die mit sich selbst konfrontiert werden und in prozessualen und visuellen Kreisläufen und Spielen gefangen sind. Bei den Zeichnungen gab es von Anfang an den Hang, in Serien und Blöcken zu arbeiten.
Seit 1987 entstanden eine Reihe von Filmmaschinen, von denen „Afrikanische Impressionsmaschine“ 1988 im Kulturhuset, „Vorspiel“ 1992 auf der Ars Electronica und „Filmmaschine 4 / Schwarzes Quadrat“ 2008 in der Akademie der Künste Berlin in der Ausstellung „Notation“ ausgestellt waren. Das gesamte Filmmaterial wird in diesen simultan und räumlich gezeigt.
Steffners Public-Space-Installation „Zimmer“ (1997) ist eines der sieben jurierten Werke österreichischer Künstler im Regierungsviertel in St. Pölten. Der käfigartige, unter dem Niveau der Straße liegende und mit einer kompletten Einrichtung versehene Raum ist einem zeitlichen Prozess von Verfall und Verwitterung ausgesetzt, zeitbedingter Zerstörung also, die das „Zimmer“ als einen widersprüchlichen Ort fraglicher Geschütztheit ausweist. Die Arbeit fragt nach kategorialen Eigenschaften von öffentlich und privat an einem vermeintlichen Ort des Öffentlichen und stellt diesen Raum ohne Utopie und Zukunft dem neu entstandenen Landhaus gegenüber, wobei im Ausstellungskatalog den Kuratoren gegenüber kritisch angemerkt wurde, dass es „sehr bedauerlich und ein großer Mangel an kuratorischen Eingriffen ist, dass die Arbeit am Rande des Regierungsviertels und nicht in dessen Zentrum installiert werden konnte.“
2002 hat der Künstler Christoph Steffner begonnen, ein riesiges Objekt, „sein“ mobiles Haus zu bauen. 2003 war es im Hof des Toskana-Traktes ausgestellt, 2004 im Hof des Traklhauses. Spiderhouse „ist die erste realisierte Arbeit einer Reihe von mobilen Behausungen und Vehikeln, mit denen radikal leichte, flexible und ästhetische Lebenswelten angepeilt sind, denn Spaceship Earth ist das exzeptionelle, lebendige und einzig mögliche Wunderheim weit und breit.“